# La Resbala (La Victoria de Acentejo)
La Resbala es una de las entidades de población que conforman el municipio de La Victoria de Acentejo, en la isla de Tenerife —Canarias, España—.

## Características
Está situado a unos tres kilómetros del casco urbano de La Victoria, alcanzando una altitud de 500 m s. n. m.
La Resbala cuenta con un centro de formación profesional para el empleo, con el Centro de Educación Infantil y Primaria La Resbala, una oficina de Correos, plazas públicas, varios centros culturales, una ermita dedicada a la Virgen del Cobre, parques infantiles, así como con bares y restaurantes.
La localidad está formada por una extensa zona rural y natural, estando gran parte de su superficie incluida en el espacio natural protegido del paisaje protegido de Las Lagunetas.

## Demografía
| Año        | 2000 | 2001 | 2002 | 2003 | 2004 | 2005 | 2006 | 2007 | 2008 | 2009 | 2010 | 2011 | 2012 | 2013 | 2014 |
| ---------- | ---- | ---- | ---- | ---- | ---- | ---- | ---- | ---- | ---- | ---- | ---- | ---- | ---- | ---- | ---- |
| Habitantes | 973  | 963  | 966  | 957  | 955  | 952  | 944  | 922  | 935  | 930  | 923  | 921  | 925  | 911  | 890  |

## Comunicaciones
Se accede principalmente por la Carretera General TF-217.

## Lugares de interés
- Mirador de La Milagrosa